# مشق الدهليز
مشق الدهليز (باللاتينية: rima vestibuli)  أو شق الدهليز (بالإنجليزية: fissure of the vestibule)‏ أو المزمار الكاذب (بالإنجليزية: false glottis)‏  (باللاتينية:  glottis spuria)، هو حَيّزِ (فتحة) موجود في "تجويف الحنجرة» (بالإنجليزية: laryngeal cavity)‏ شكله من أعلى يُشابه المثلث، حيث رأس المثلث يقع في الناحية الأمامية (Anterior) للشخص وقاعدة المثلث يشكلها جدار "تجويف الحنجرة» وتقع في الناحية الخلفية (Posterior).
«المزمار الكاذب» هو الحَيّزِ الموجود بين الطيات الدهليزية الموجودة على الجانبين، عندما يتم إبعاد الطيات عن بعضهما، بينما «فتحة المزمار» (بالإنجليزية: rima glottidis)‏ هي المسافة بين الحبلين الصوتيين الذي يتشكل عند إبعاد الطيات عن بعضهما.

## التعريف
يمكن تعريف «المزمار الكاذب» على أنه الحَيّزِ الموجود بين الأحبال الصوتية الزائفة (الطية الدهليزية) (بالإنجليزية: vestibular fold)‏.

## روابط خارجية
- IMAIOS مواقع طبية وتعليم على الشبكة العنكبوتية لمتخصصي الرعاية الصحية.
- عضلات الحنجرة.
- صور تشريحية يظهر «المزمار الكاذب» (باللاتينية: rima vestibuli) بها.باللاتينيةباللاتينيةباللاتينيةباللاتينية